# Bir Mokkadem
Bir Mokkadem est une commune de la wilaya de Tébessa en Algérie.